# Riječko-istarska nogometna zona – Istarska skupina 1963./64.
Istarsku skupina je bila jedna od dvije skupine "Riječko-istarske nogometne zone" u sezoni 1963./64., koja je bila jedna od zona Prvenstva Hrvatske, te ujedno liga trećeg stupnja nogometnog prvenstva Jugoslavije. 
 
Sudjelovalo je šest klubova, a prvak je bio "Rudar" iz Labina, koji nije uspio u daljnim kvalifikacijama. 

## Ljestvica
| Poredak | Klub         | Utakmica | Pobjeda | Neodlučeno | Poraza | Postigli golova | Primili golova | Gol-razlika | Bodova |
| ------- | ------------ | -------- | ------- | ---------- | ------ | --------------- | -------------- | ----------- | ------ |
| 1.      | Rudar Labin  | 10       | 7       | 2          | 1      | 26              | 9              | +17         | 16     |
| 2.      | Rovinj       | 10       | 4       | 2          | 4      | 26              | 22             | +4          | 10     |
| 3.      | Jadran Poreč | 9        | 4       | 2          | 3      | 22              | 24             | -2          | 10     |
| 4.      | Pazin        | 9        | 3       | 2          | 4      | 19              | 22             | -3          | 8      |
| 5.      | Vodnjan      | 9        | 2       | 4          | 3      | 14              | 16             | -2          | 8      |
| 6.      | Sloga Fažana | 9        | 1       | 2          | 6      | 12              | 26             | -14         | 4      |

- Novi članovi u sezoni 1964./65.: 
  - Buje
  - Ingrad Umag
- Rudar Labin u utakmici za prvaka Riječko-istarske zone nije uspio proći. Pobijedio ga je prvak Riječke grupe – Orijent (Rijeka).
- Zbog budućeg proširenja lige (u narednoj sezoni 1964/65.) na 8 klubova, iz Istarske grupe nitko nije ispao.

## Rezultatska križaljka
| kratica | klub         | JAD | PAZ | ROV | RUD | SLO | VOD |
| --- | ------------ | --- | --- | --- | --- | --- | --- |
| JAD | Jadran Poreč |     |     |     |     |     |     |
| PAZ | Pazin        |     |     |     |     |     |     |
| ROV | Rovinj       |     |     |     |     |     |     |
| RUD | Rudar Labin  |     |     |     |     |     |     |
| SLO | Sloga Fažana |     |     |     |     |     |     |
| VOD | Vodnjan      |     |     |     |     |     |     |
| |              |     |     |     |     |     |     |
| podebljan rezultat - utakmice od 1. do 5. kola (1. utakmica između klubova) rezultat normalne debljine - utakmice od 6. do 10. kola (2. utakmica između klubova) rezultat nakošen - nije vidljiv redoslijed odigravanja međusobnih utakmica iz dostupnih izvora rezultat smanjen * - iz dostupnih izvora nije uočljiv domaćin susreta prekrižen rezultat - poništena ili brisana utakmica p - utakmica prekinuta 3:0 p.f. / 0:3 p.f. - rezultat 3:0 bez borbe |              |     |     |     |     |     |     |

 Izvori:

## Završnica za prvaka zone
Igrano 24. i 31. svibnja 1964.:
Rudar (Labin) – Orijent (Rijeka) 3:3 i 0:1

## Unutrašnje poveznice
- Riječko-istarska zona – Riječka skupina 1963./64.
- Dalmatinska zona 1963./64.
- Slavonska zona 1963./64.
- Zagrebačka zona 1963./64.